# Orzeł za najlepszy film dokumentalny
Orzeł za najlepszy film dokumentalny to jedna z kategorii Polskich Nagród Filmowych. Nagrodę w tej kategorii po raz pierwszy wręczono podczas 15. ceremonii wręczenia Orłów, która odbyła się 4 marca 2013 roku (nagrody przyznano za rok 2012). Pierwszym laureatem nagrody został Jacek Bławut za reżyserię filmu Wirtualna wojna.

## Laureaci i nominowani
Zwycięzcy zaznaczeni są kolorem żółtym:
| Rok                                   | Film                                      | Nominowani |
| ------------------------------------- | ----------------------------------------- | ---------- |
| 2025                                  |                                           |            |
| 8. dzień Chamsinu                     | Zvika Gregory Portnoy                     |            |
| Drzewa milczą                         | Agnieszka Zwiefka                         |            |
| Gdy powieje harmattan                 | Edyta Wróblewska                          |            |
| Las                                   | Lidia Duda                                |            |
| Wanda Rutkiewicz. Ostatnia wyprawa    | Eliza Kubarska                            |            |
| 2024                                  |                                           |            |
| Apolonia, Apolonia                    | Lea Glob                                  |            |
| Pianoforte                            | Jakub Piątek                              |            |
| Skąd donikąd                          | Maciek Hamela                             |            |
| Twarze Agaty                          | Małgorzata Kozera-Topińska                |            |
| Vika!                                 | Agnieszka Zwiefka                         |            |
| 2023                                  |                                           |            |
| Anioły z Sindżaru                     | Hanna Polak                               |            |
| Lombard                               | Łukasz Kowalski                           |            |
| Pisklaki                              | Lidia Duda                                |            |
| Silent Love                           | Marek Kozakiewicz                         |            |
| Syndrom Hamleta                       | Elwira Niewiera i Piotr Rosołowski        |            |
| 2022                                  |                                           |            |
| 1970                                  | Tomasz Wolski                             |            |
| Film balkonowy                        | Paweł Łoziński                            |            |
| Polański, Horowitz. Hometown          | Mateusz Kudła i Anna Kokoszka-Romer       |            |
| Sędziowie pod presją                  | Kacper Lisowski                           |            |
| Ucieczka na srebrny glob              | Kuba Mikurda                              |            |
| 2021                                  |                                           |            |
| Guczo. Notatki z życia                | Maria Zmarz-Koczanowicz                   |            |
| Lekcja miłości                        | Małgorzata Goliszewska i Katarzyna Mateja |            |
| Ściana cieni                          | Eliza Kubarska                            |            |
| Wieloryb z Lorino                     | Maciej Cuske                              |            |
| Zwyczajny kraj                        | Tomasz Wolski                             |            |
| 2020                                  |                                           |            |
| Diagnosis                             | Ewa Podgórska                             |            |
| In Touch                              | Paweł Ziemilski                           |            |
| Jazda obowiązkowa                     | Ewa Kochańska                             |            |
| Maksymiuk. Koncert na dwoje           | Tomasz Drozdowicz                         |            |
| Marek Edelman …i była miłość w getcie | Jolanta Dylewska                          |            |
| Miłość i puste słowa                  | Małgorzata Imielska                       |            |
| Symfonia fabryki Ursus                | Jaśmina Wójcik                            |            |
| Tylko nie mów nikomu                  | Tomasz Sekielski                          |            |
| Wiatr. Thriller dokumentalny          | Michał Bielawski                          |            |
| 2019                                  |                                           |            |
| Książę i dybuk                        | Elwira Niewiera i Piotr Rosołowski        |            |
| Opera o Polsce                        | Piotr Stasik                              |            |
| Over the Limit                        | Marta Prus                                |            |
| 2018                                  |                                           |            |
| 21 x Nowy Jork                        | Piotr Stasik                              |            |
| Beksińscy. Album wideofoniczny        | Marcin Borchardt                          |            |
| Młynarski. Piosenka finałowa          | Alicja Albrecht                           |            |
| 2017                                  |                                           |            |
| Bracia                                | Wojciech Staroń                           |            |
| Komunia                               | Anna Zamecka                              |            |
| Mów mi Marianna                       | Karolina Bielawska                        |            |
| 2016                                  |                                           |            |
| Aktorka                               | Kinga Dębska i Maria Konwicka             |            |
| Joanna                                | Aneta Kopacz                              |            |
| Karski i władcy ludzkości             | Sławomir Grünberg                         |            |
| Nadejdą lepsze czasy                  | Hanna Polak                               |            |
| Piano                                 | Vita Drygas                               |            |
| 2015                                  |                                           |            |
| Efekt domina                          | Elwira Niewiera i Piotr Rosołowski        |            |
| Powstanie Warszawskie                 | Jan Komasa                                |            |
| Sen o Warszawie                       | Krzysztof Magowski                        |            |
| 2013                                  |                                           |            |
| Fabryka wódki                         | Jerzy Śladkowski                          |            |
| Fuck for Forest                       | Michał Marczak                            |            |
| Wirtualna wojna                       | Jacek Bławut                              |            |

## Głosowanie
Nominowani i laureaci wyłaniani są w tajnych i korespondencyjnych głosowaniach przez członków Polskiej Akademii Filmowej. Nad procesem głosowania czuwa firma audytorsko-doradcza PwC, która nadzoruje także proces przyznawania amerykańskich Oscarów. W pierwszej turze głosują wyłącznie specjaliści branży dokumentalnej, którzy spośród filmów kandydujących wyłaniają nominowane tytuły. W drugiej turze głosowania biorą udział wszyscy członkowie Polskiej Akademii Filmowej. Zarówno przy nominacjach, jak przy ogłoszeniu laureatów Orłów, nazwiska wyróżnionych twórców są tajne aż do momentu oficjalnego otwarcia kopert. Nominowani twórcy są zapraszani do przystąpienia w poczet członków Akademii.